# ولادیمیر ارزاماسکوف
ولادیمیر ارزاماسکوف (Владимир Иванович Арзамасков؛ ۷ آوریل ۱۹۵۱ – ۱۹۸5 (34)) بازیکن بسکتبال اهل اتحاد جماهیر شوروی سوسیالیستی بود.
وی در مسابقات کشوری و بین‌المللی در مجموع برندهٔ ۱ مدال نقره، ۱ مدال برنز شده‌است.